# James Pope-Hennessy
Richard James Arthur Pope-Hennessy CVO (* 20. November 1916 in London; † 25. Januar 1974 ebenda) war ein britischer Journalist und Schriftsteller, der vor allem durch seine auf den Westindischen Inseln spielenden Reiseberichte West Indian Summer und The Baths of Absalom sowie seine Biografien bekannt wurde und unter anderem den Hawthornden-Preis und den Whitbread Book Award für die beste Biografie erhielt.

## Leben
James Pope-Hennessy, der jüngere Bruder des Kunsthistorikers Sir John Pope-Hennessy, studierte nach dem Schulbesuch am Balliol College der University of Oxford und wurde 1939 Sekretär des Gouverneurs von Trinidad und Tobago. Für sein im selben Jahr erschienenes Buch London Fabric, eine Darstellung unbekannterer historischer Gebäude und Plätze in London, wurde er 1940 mit dem renommierten Hawthornden-Preis geehrt. Mitte der 1930er Jahre trat er auch in Kontakt mit anderen jungen Literaten wie Raymond Mortimer und James Lees-Milne.
Während des Zweiten Weltkrieges war er Mitarbeiter des Intelligence Corps der British Army und verarbeitete seine Erlebnisse auf den Westindischen Inseln 1943 in dem Buch West Indian Summer. Nach Kriegsende wurde er Journalist, wobei er zuletzt von 1947 bis 1949 Literaturredakteur der Zeitschrift The Spectator war.
Im Anschluss war er seit 1949 hauptberuflicher Schriftsteller und begründete durch die aus den beiden Bänden The Years of Promise (1949) und The Flight of Youth (1951) bestehende Biografie des Literaten, Mäzens, Politikers und Sammlers ichard Monckton Milnes seinen Ruf als Biograf. Darüber hinaus schrieb er für den 1950 von dem Fotografen Helmut Gernsheim herausgegebenen Bildband Beautiful London das Vorwort.
Nach Aspects of Provence (1952) folgte mit The Baths of Absalom (1954) eine weitere Verarbeitung seiner Erlebnisse auf den Westindischen Inseln. Mit Lord Crewe, the Likeness of a Liberal (1955) schuf er eine weitere Biografie, der mit Verandah (1964) eine Studie der britischen Kolonialgeschichte anhand der Laufbahn seines Vorfahren Sir John Pope-Hennessy folgte. Diese gilt neben dem 1967 erschienenen Sins of the Fathers, einer erschütternden Darstellung des atlantischen Sklavenhandels zwischen 1441 und 1807, als eines seiner besten Bücher.
Nach einer historisch-topografischen Abhandlung über Hongkong mit dem Titel Half-Crown Colony (1969) verfasste er noch Biografien über die Schriftsteller Anthony Trollope und Robert Louis Stevenson, wobei er für die Biografie Trollope 1972 mit dem Whitbread Book Award ausgezeichnet wurde.
Nachdem James Pope-Hennessy in seiner Londoner Wohnung ermordet aufgefunden worden war, kam es zu Spekulationen, dass seine Homosexualität der Grund seiner Ermordung gewesen sei. 1981 gab Peter Quennell A Lonely Business heraus, eine Sammlung autobiografischer Fragmente.

## Weitere Veröffentlichungen
- America is an atmosphere, 1947
- Queen Mary, 1867–1953, 1959
- The Houses of Parliament, postum, 1975

### In deutscher Sprache
- Geschäft mit schwarzer Haut: Die Geschichte des transatlantischen Sklavenhandels, Originaltitel Sins of the Fathers, 1970